# Cyclotorna egena
Cyclotorna egena is een vlinder uit de familie van de Cyclotornidae. De wetenschappelijke naam van de soort is voor het eerst geldig gepubliceerd in 1912 door Meyrick.